# Печенганікель
ВАТ Печенганікель — гірничо-металургійний комбінат у місті Заполярний Мурманської області Росії. Чотири рудники, дві збагачувальні фабрики. Три родовища розробляються підземним способом, одне — відкритим.
АТ «ГМК Печенганикель» розташований в північно-західній частині Кольського півострова біля кордону з Норвегією на двох проммайданчиках: в місті Заполярному і смт Нікель.
До складу комбінату входять 2 підземних рудника, 2 кар'єри, збагачувальна фабрика, цех випалення, плавильний і сірчанокислотний цех, автотранспортний, залізничний і інші цехи забезпечення виробництва. Комбінат видобуває сульфідні мідно-нікелеві руди, збагачує їх і здійснює металургійну переробку до файнштейну. Щорічно добувається близько 7.5 млн т руди. Основу запасів складають рядові вкраплені руди із вмістом нікелю 0.5-0.6% (95% всіх запасів). На частку багатих руд припадає 5% запасів руд (12.4% запасів металу). Руда з низьким вмістом металів збагачується. Щорічний обсяг переробки становить бл. 90% від кількості видобутої руди. Одержують бл. 450—500 тис. т концентрату, який випалюють. Багаті руди прямують в плавильний цех, розташований в смт Нікель. Туди ж надходять обпалені котуни і руда «ВАТ ГМК Норильський нікель». Кінцевим продуктом є файнштейн, який направляється на подальшу переробку в АТ «Североникель».